# BEE-BEEP
『BEE-BEEP』（ビー・ビー）は、1993年1月21日にリリースされたプリンセス プリンセスの7枚目のアルバム。

## 解説
- バンド最後のオリコンチャート1位獲得作品。CDのレーベルはメンバーの顔写真となっている。4曲目の「BEE-BEEP」は、メンバー全員が一言ずつ台詞がある曲である。前月発売されていた両A面シングル「POWER/REGRET」が先行シングルとなっている。
- 「GUITAR MAN」はシングルカットされていないが、ビデオクリップが製作されている。奥居が作詞・作曲両方手掛けたギターを前面に出したハードな歌となっている。プロレスラーである臼田勝美の入場テーマ曲としても起用された。
- 「VOICE」は今野が作詞・作曲を担当している、これは今野が難聴を経験した時の事を楽曲にしたものである。

## 収録曲
1. GUITAR MAN
作詞・作曲：奥居香
2. MELODY MELODY
作詞：富田京子、作曲：奥居香
3. 彼氏がほしい
作詞：奥居香、作曲：中山加奈子
4. BEE-BEEP プリプリサミット
作詞：プリンセス・プリンセス、作曲：中山加奈子
5. うちに帰ろう
作詞：富田京子、作曲：中山加奈子
6. REGRET
作詞：中山加奈子、作曲：奥居香
  - 15thシングル。
7. 港の見える丘
作詞：中山加奈子、作曲：奥居香
8. POWER
作詞：富田京子、作曲：奥居香
  - 15thシングル。
9. EYEWITNESS
作詞：今野登茂子、作曲：渡辺敦子
10. WEDDING
作詞：渡辺敦子、作曲：今野登茂子
11. SWEET VALENTINE
作詞：中山加奈子、作曲：奥居香
12. VOICE
作詞・作曲：今野登茂子